# جبهه دموکراتیک مردمی (ایتالیا)
جبهه دموکراتیک مردمی (ایتالیایی: Fronte Democratico Popolare)، همچنین با نام جبهه دموکراتیک مردمی برای آزادی، صلح، کار (به ایتالیایی: Fronte Democratico Popolare per la libertà, la pace, il lavoro) مشهور است، یک ائتلاف سیاسی جناح چپ در ایتالیا بود. این ائتلاف در دسامبر ۱۹۴۷ از طرف حزب سوسیالیست ایتالیا تحت عنوان (پی اس آی) و حزب کمونیست ایتالیا تحت عنوان (پی سی آی) ایجاد شد، بعدها این ائتلاف در انتخابات عمومی ایتالیا در سال ۱۹۴۸ رقابت نمود.

## تاریخچه
این ائتلاف برای انتخابات عمومی سال ۱۹۴۸ ایجاد شد و داخل این ائتلاف احزاب پی اس آی و پی سی آی را شامل می‌شد. نماد این ائتلاف یک ستاره سبز بود که پرتره ای از قهرمان وحدت ایتالیا، جوزپه گاریبالدی بر آن پوشانده شد. حزب سوسیال مسیحی تحت عنوان (پی سی اس) و حزب اقدام ساردین تحت عنوان (پی اس دی'ای زد) با این ائتلاف متحد نبودند و بعد از آن فهرست‌های انتخاباتی خود را ایجاد کردند. راست گرایان پی اس آی با این ائتلاف مخالفت بودند و بعد از آن حزب را ترک نمودند و بعدها فهرستی جداگانه به عنوان اتحاد سوسیالیست سازمان پیدا کرد. این اعضا بعدها به حزب سوسیالیست دموکراتیک ایتالیا تحت عنوان (پی اس دی آی) ایجاد شد. انتخابات ۱۹۴۸ شاید راهبردی‌ترین انتخابات در تاریخ جمهوری ایتالیا باشد، چون انتخاب اتحاد آینده با ایالات متحده یا اتحاد جماهیر شوروی مورد جدال قرار می‌گرفت. بعدها این ائتلاف با کسب ۳۱٫۰ درصد از آرای اتاق نمایندگان ایتالیا و کسب ۳۰٫۸ درصد از آرای مجلس سنای جمهوری این کشور را کسب کرد.